# QU-E
QU-E（クエ）は、日本のインディーズ音楽ユニットである。

## メンバー
- TOMY（トミー、8月7日生まれ）ボーカル担当
  - 京都府伊根町出身。幼い頃から歌うことが好きでよく山で歌う。ずっと習っていたピアノで音楽大学を目指すが、途中で歌の道を選び、声楽で大阪芸大に入学。現在はFMラジオのDJでレギュラー番組を持ち、関西で商業施設やお祭り、その他音楽イベント、ワンマンライブなどを定期的に行い、精力的に活動中。オペラで培った圧倒される歌声が多くの支持を得ている。
- SASAGU（ササグ、6月29日生まれ）キーボード・コーラス担当
  - 大阪府出身。声楽を学ぶ為に大阪芸大に入学。在学中はオペラをしながら曲作りに励む。現在は若いアーティストへの楽曲提供やアレンジも手掛ける。歌詞を重視し、それを上手く表現する楽曲やキャッチーなメロディーが多くの支持を得ている。

## 略歴
- 2003年、QU-E結成。
- 2004年、ホリプロオーディション、準グランプリ獲得。
- 2005年、NHK熱唱オンエアバトル出場。O SEIRYUにて「サンバでフェリーズ」（歌：TOMY、嶋広史　作詞：高林こうこ　作曲：SASAGU）を発表。NHKでその模様が生放送される。
- 2006年、フジテレビ「秋のめざましコンペ」において、全国第二位となる。（この時の曲は、「オレンジの空」）
- 2007年、朝日放送ストリートファイターズ、テレビ和歌山出演。（この時の曲は「百年後の歌」）
- 2008年、エフエム宇治放送「MITSUのNEW MESSAGE」出演。（この時の曲は「マイペース」「百年後の歌」）
- 2008年5月、阿倍野HOOP future Artist　チャンピオン大会　グランプリ受賞。
- 2008年8月、24時間テレビ、大阪メイン会場出演。
- 2008年12月、阿倍野HOOP future Artist　グランドチャンピオン大会　グランプリ受賞。
- 2009年5月、御堂筋オープンフェスタにて、メインステージ出演。
- 2009年7月、和歌山県クエの町日高町テーマソング「九絵のバラード」「クエクエboogie-woogie」発表。作詞：和歌山大学観光学部学生
- 2009年10月、FM大阪「Sunday Live Station」番組エンディング曲に採用（「明日も笑顔で」）、エフエム和歌山レギュラー番組「QU-Eのmusiクエラジオ」スタート。
- 2009年11月、朝日放送「おはよう朝日です」出演。
- 2009年12月、エフエムあまがさきレギュラー番組「QU-Eのミュージックaiai」がスタート。
- 2010年1月、エフエム和歌山スウィートローテーションに「ラストランナー」が決定。
- 2010年2月、京都府伊根ふるさとPR大使に任命される。
- 2010年5月、FM大阪出演。
- 2010年6月、NHK-FM放送出演。
- 2010年9月、プリズム・ミュージック・ウェイブ2010にてグランプリ受賞。
- 2011年2月、2ndアルバム「大地に願う」全国発売。

## ディスコグラフィ

### シングル
| 枚  | 発売日     | タイトル               |
| --- | ---------- | ---------------------- |
| 1st | 2005年10月 | 僕の歌（限定販売）     |
| 2nd | 2006年12月 | 私は歌う 今 この場所で |
| 3rd | 2008年1月  | マイペース             |
| 4th | 2009年1月  | 最後の時期             |

### アルバム
| 1stミニアルバム | 2003年6月 | 心こそ大事 （限定販売） |           |                |
| 2ndミニアルバム | タログ    | 1stアルバム             | 2010年1月 | ラストランナー |
| 2ndアルバム     | 2011年2月 | 大地に願う              |           |                |

! 3rdアルバム
| 2012年6月 || エガオノユクエ
|}

### 映像作品
1. 世界に響けこの歌声 (2008年1月20日にライブハウス南堀江Knaveで行われたワンマンLIVEを完全収録したDVD)
2. 世界に響けこの歌声Vol.2 (2010年6月6日に大阪中津ミノヤホールで行われたQU-EワンマンLIVE DVD)

## レギュラー番組
1. QU-Eのmusiクエラジオ（エフエム和歌山 - 月曜日 13時～15時）
2. QU-EのMusic aiai（エフエムあまがさき - 日曜日 20時～20時30分）

## その他
- 関西を中心に、各種イベントやモール等でライブイベントを行う事が多い。
- 大阪芸大にてオペラを選択していた事もあり、発声にその影響も見られる。